# Sommerauer Wasserfall

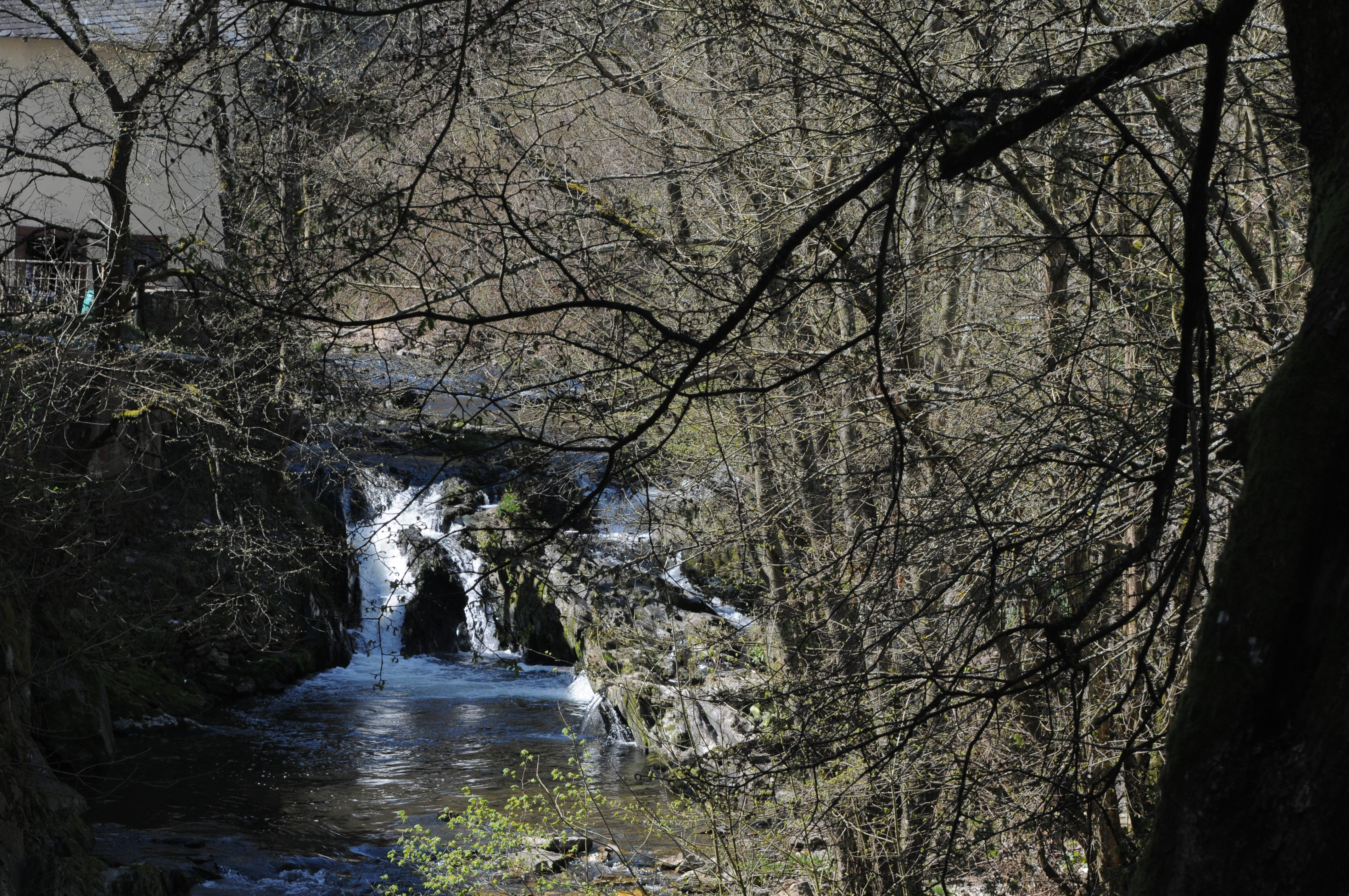
Wasserfall in Sommerau

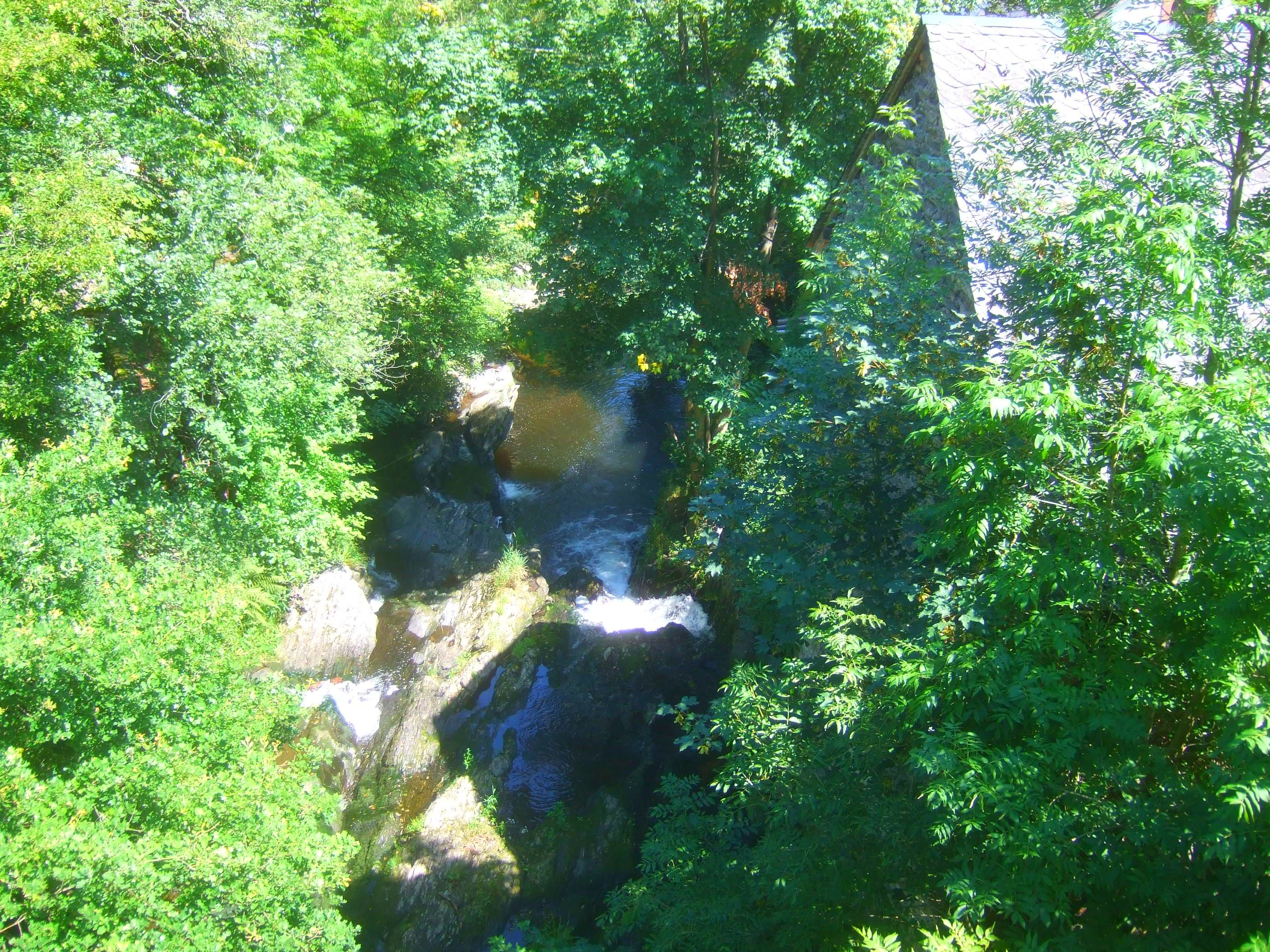
Wasserfall vom Radweg aus gesehen

Der Sommerauer Wasserfall ist ein Wasserfall in der Ortslage von Sommerau (an der Ruwer) im Landkreis Trier-Saarburg, Rheinland-Pfalz.
Die Gesamthöhe beträgt zwei Meter, der Hauptfall hat eine Höhe von einem Meter.
Der Wasserfall ist entstanden durch einen Mäander-Durchstich und ist neben der Burgruine Sommerau ein Wahrzeichen des Ortes.
Bis zum 13. Jahrhundert hat die Ruwer als Mäander den Burghügel der Burg Sommerau, die erstmals 1303 erwähnt wurde, umflossen. Der Fels am Hals der Mäanderschleife wurde beim Burgbau vom Trierer Rittergeschlecht Von der Brücke durchbrochen, dadurch entstand am vertieften neuen Bachlauf ein Wasserfall. Dort wurde 1572 erstmals eine Mühle erwähnt, die heute noch bestehende Mahlmühle Sommerau. Sommerau war über die Jahrhunderte hinweg ein Ort der Müller.
Oberhalb des Wasserfalles verläuft der Ruwer-Hochwald-Radweg auf der Trasse der ehemaligen Ruwertalbahn.